# Філошенка
Філошенка (рос. Филошенка) — село у Венгеровському районі Новосибірської області Російської Федерації.
Входить до складу муніципального утворення Філошенська сільрада. Населення становить 157 осіб (2010).

## Історія
Згідно із законом від 2 червня 2004 року органом місцевого самоврядування є Філошенська сільрада.

## Населення
| 1996 | 2002 | 2007 | 2010 |
| ---- | ---- | ---- | ---- |
| 409  | ↘263 | ↘202 | ↘157 |